# کلاریون (معماری شناختی)

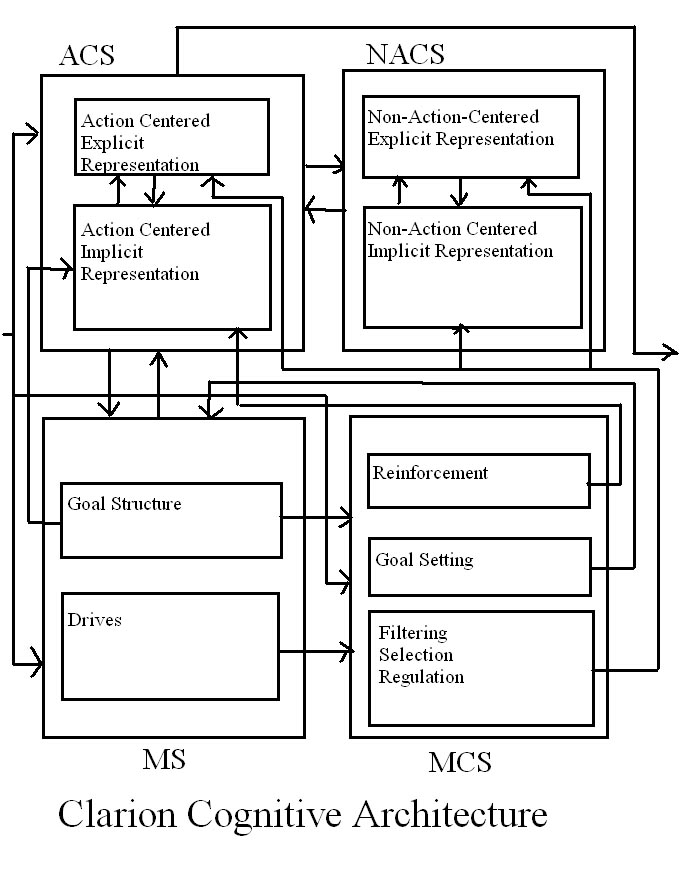
تصویری از محیط نرم افزار کلاریون

کلاریون نرم‌افزاری است که در مدلسازی شناختی به کار می رود. 
کلاریون (CLARION) مخفف Connectionist Learning with Adaptive Rule Induction ON-line می باشد که در طراحی آن از ایده روانشناختی ضمنی و صریح بودن استفاده شده است.

## نمایی از کلاریون
کلاریون از چهار بخش اصلی تشکیل شده است که هر بخش با دیگر بخشها به طرق مختلفی ارتباط دارد.